# Босна и Херцеговина на Светском првенству у атлетици на отвореном 2003.
Босна и Херцеговина је на Светском првенству у атлетици на отвореном 2003. одржаном у Паризу од 23.а до 31. августа, учествовала шести пут под овим именом са једним атлетичаром, који су се такмичио у трци на 800 метара.
На овом првенству Босна и Херцеговина није освојила ниједну медаљу, али је њен представник поставио национални рекорд на 800 метара.
И после овог првенства Босна и Херцеговина се налазила у групи земаља које нису освајале медаље на светским првенствима

## Учесници
Мушкарци:
- Јасмин Салиховић — 800 м, члан АК Слобода Техноград из Тузле

## Резултати

### Мушкарци
| Атлетичар        | Лични рек. | Дисциплина | Квалификације | Квалификације | Полуфинале           | Полуфинале           | Финале               | Финале        | Детаљи |
| Атлетичар        | Лични рек. | Дисциплина | Резултат      | Место         | Резултат             | Место                | Резултат             | Место         | Детаљи |
| ---------------- | ---------- | ---------- | ------------- | ------------- | -------------------- | -------------------- | -------------------- | ------------- | ------ |
| Јасмин Салиховић | 800 м      | 1:48,6 НР  | 1:48,10 НР    | 5. у гр. 4    | Није се квалификовао | Није се квалификовао | Није се квалификовао | 32. / 53 (58) |        |